# The Colossus
Das Colossus ist ein Pokerturnier, das einmal jährlich bei der World Series of Poker in Paradise am Las Vegas Strip gespielt wird.

## Struktur
Das Turnier wurde erstmals bei der World Series of Poker 2015 angeboten. Gespielt wird die Variante No-Limit Texas Hold’em, das Buy-in betrug anfangs 565 US-Dollar und liegt seit 2019 bei 400 US-Dollar. Das Event bietet zahlreiche Startmöglichkeiten, wobei Spieler an unbegrenzt vielen dieser teilnehmen können. Dadurch entsteht ein großes Teilnehmerfeld und ein entsprechend großer Preispool, der dem Sieger bei allen bisherigen Austragungen ein mindestens sechsstelliges Preisgeld einbrachte.
Zur ersten Ausgabe des Colossus meldeten sich 2015 insgesamt 22.374 Spieler an, die das Turnier zum bis dahin größten Pokerturnier weltweit machten. Im Februar 2016 wurde diese Austragung als Pokerturnier des Jahres 2015 unter 2000 US-Dollar Buy-in mit einem American Poker Award ausgezeichnet. Seit 2017 steht das Colossus auch jährlich auf dem Turnierplan der World Series of Poker Europe im King’s Resort in Rozvadov. Seit 2020 wird es ebenfalls jährlich bei der World Series of Poker Online ausgetragen. 2020 wurde das Turnier aufgrund der COVID-19-Pandemie nicht live ausgespielt.

## Bisherige Austragungen

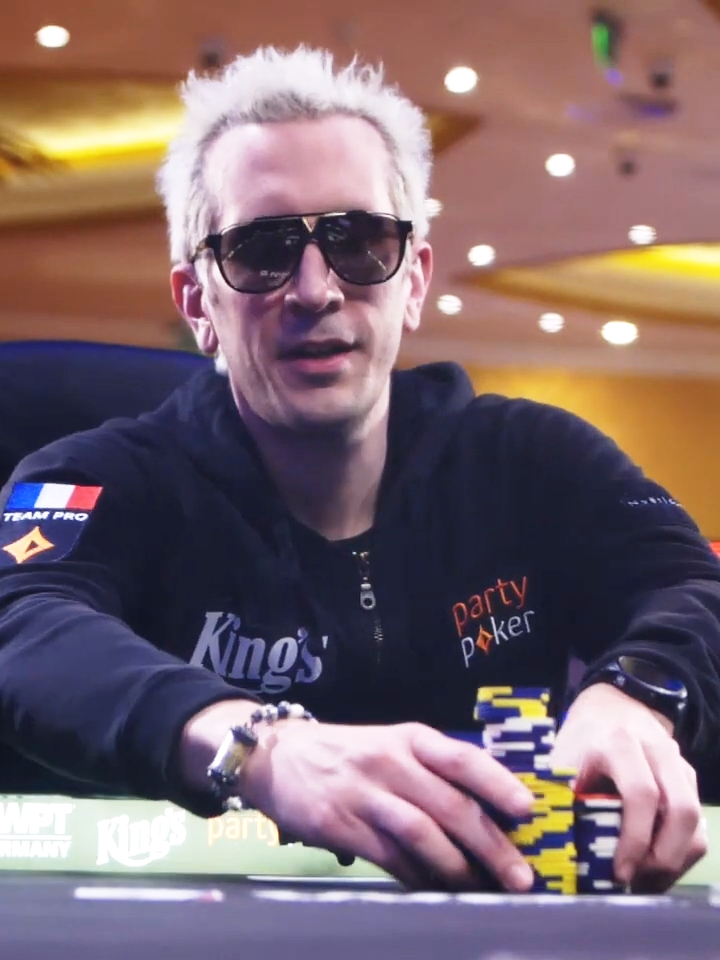
Bertrand Grospellier gewann das Turnier im Jahr 2019 in Rozvadov

| Jahr                     | Buy-in | Teilnehmer | Sieger               | Herkunft               | Preisgeld   |
| ------------------------ | ------ | ---------- | -------------------- | ---------------------- | ----------- |
| 2015                     | 565 $  | 22.374     | Cord Garcia          | Vereinigte Staaten     | 0.638.880 $ |
| 2016                     | 565 $  | 21.613     | Benjamin Keeline     | Vereinigte Staaten     | 1.000.000 $ |
| 2017                     | 565 $  | 18.054     | Thomas Pomponio      | Vereinigte Staaten     | 1.000.000 $ |
| 2017 E                   | 550 €  | 04.115     | Matouš Skořepa       | Tschechien             | 0.270.015 € |
| 2018                     | 565 $  | 13.070     | Roberly Felicio      | Brasilien              | 1.000.000 $ |
| 2018 E                   | 550 €  | 02.992     | Tamir Segal          | Israel                 | 0.203.820 € |
| 2019                     | 400 $  | 13.109     | Sejin Park           | Korea Sud              | 0.451.272 $ |
| 2019 E                   | 550 €  | 02.738     | Bertrand Grospellier | Frankreich             | 0.190.375 € |
| 2020 O (GGPoker)         | 400 $  | 12.757     | Ranno Sootla         | Estland                | 0.595.930 $ |
| 2021 O (GGPoker)         | 400 $  | 10.903     | Armando D’avanzo     | Italien                | 0.409.007 $ |
| 2021                     | 400 $  | 09.399     | Anatoli Syrin        | Russland               | 0.314.705 $ |
| 2021 E                   | 550 €  | 02.478     | Edmond Jahjaga       | Kosovo                 | 0.147.775 € |
| 2022                     | 400 $  | 13.565     | Paul Hizer           | Vereinigtes Konigreich | 0.414.490 $ |
| 2022 O (GGPoker)         | 400 $  | 10.090     | Ourania Zarkantzia   | Griechenland           | 0.378.507 $ |
| 2022 E                   | 550 €  | 02.982     | Luboš Láska          | Slowakei               | 0.170.568 € |
| 2023                     | 400 $  | 15.894     | Moshe Refaelowitz    | Israel                 | 0.501.120 $ |
| 2023 O (GGPoker)         | 400 $  | 10.812     | Aayush Arya          | Indien                 | 0.326.900 $ |
| 2023 O (WSOP.com, NV/NJ) | 400 $  | 00.789     | Daniel Chan          | Vereinigte Staaten     | 0.061.125 $ |
| 2023 E                   | 550 €  | 03.436     | Ermanno Di Nicola    | Italien                | 0.200.000 € |